# Maurice Barrès
Auguste Maurice Barrès, född 19 augusti 1862 i Charmes-sur-Moselle, död 4 december 1923 i Neuilly-sur-Seine, var en fransk författare och politiker, berömd för att ha tjänat som en av fascismens intellektuella förfäder genom en fusion av socialism och republikanism med en folkligt nationalromantisk nationalism med inslag av rasbiologi och antisemitism samt starkt motstånd mot individualism och materialism. 1898 myntade han ett sedermera historiskt begrepp när han i skrift omnämnde sig själv som "nationalsocialist".

## Biografi
Barrès började sin bana som publicist i Paris, men sadlade senare om och blev författare. Han debuterade som författare på 1880-talet och slog definitivt igenom med Sous l'œil des Barbares 81888), som följdes av Un homme libre (1889) och Le jardin de Bérénice (1892) och Du sang, de la volupté et de la mort (1894). Romanerna var till en början filosofiska, och handlade om den s.k. "jagkulten", men präglades senare främst av nationalism och ett starkt tyskhat, något som börjar skymta i romanerna L'ennemi des lois (1892), jämte trilogin Les déracinés (1897), L'appel au soldat (1900) och Leus figures (1903). Barrès blev 1889 deputerad, och stödde som sådan den reaktionäre högermannen Georges Boulanger, men omvaldes inte efter rörelsens bankrutt 1893. 
Hans Scènes et doctrines du nationalisme (1902), som behandlar Dreyfuskrisen 1894-1899, har ett mer påtagligt politiskt innehåll, där Barrès framhåller nationalismen och en auktioritetsstyrd samhällsform. Han utgav därefter reseskildringarna Amori et dolori sacrum (1903) och Le voyage de Sparte (1906) från resor i Venedig och Grekland. I Les amitiés françaises (1903) dyker för första gången upp tankar om ett revanschkrig mot Tyskland upp, något som senare återkommer i Au service de l'Allenagne (1905) och Colette Baudoche (1909). De nästföljande romanerna La colline inspirée (1913) och La grande pitié des églises de France (1914) utvecklade han sitt djupa religiösa intresse. 
Under första världskriget var Barrès febrilt aktiv som journalist, främst i Ècho de Paris, där han främst skrev hyllningar till den franska hären. Efter fredsslutet agiterade han i ord och skrift för en förfranskning av länderna kring Rhen. Han sista skönlitterära arbeten hämtade motiv från Orienten. Kort före sin död utgav han sin farfars, en soldat i Napoleons armés memoarer, men han aldrig med det planerade utgivandet av sina egna. 
Barrès blev medlem av Franska akademien 1906, och invaldes samma år som Paris representant i deputeradekammaren, en plats han innehade fram till sin död.
Författarkollegan Marcel Proust skrev 1911 till honom: "Ni har blivit vad ingen annan varit: en stor författare och en stor folkledare".
Enligt Svensk uppslagsbok var Barrès en av de absolut viktigaste tänkarna i Frankrike under perioden 1870-1930.